# جاي إي. فرانكلين
جاي إي. فرانكلين (بالإنجليزية: J. E. Franklin)‏ هي كاتِبة وكاتبة مسرحية أمريكية، ولدت في 10 أغسطس 1937 في هيوستن في الولايات المتحدة.

## وصلات خارجية
- جاي إي. فرانكلين على موقع قاعدة بيانات برودواي على الإنترنت (الإنجليزية)